# Minnesota Whitecaps
Die Minnesota Whitecaps waren ein US-amerikanisches Fraueneishockey-Team aus der Metropolregion Minneapolis–Saint Paul, das von 2004 bis 2011 in der Western Women’s Hockey League und von 2019 bis 2023 in der Premier Hockey Federation spielte. Die Whitecaps gewannen als einziges Team sowohl den Clarkson Cup (2010) als auch den Isobel Cup (2019).
Nach Auflösung der Western Women’s Hockey League bestanden die Minnesota Whitecaps als unabhängiges Team fort. 2018 wurden die Whitecaps zum fünften Franchise der National Women’s Hockey League. Eine Partnerschaft aus NLTT Ventures LLC und Top Tier Sports erwarb es 2021. Im gleichen Jahr reformierte sich die National Women’s Hockey League zur Premier Hockey Federation. Die Minnesota Whitecaps existierten bis zum Ende der Saison 2022/23, als die Liga verkauft und aufgelöst wurde. In der Nachfolge-Liga Professional Women’s Hockey League ist die Metropolregion Minneapolis–Saint Paul wieder vertreten, wobei die sechs ligaeigenen Franchises in der Premieren-Saison 2024 mit generischen Namen und Farben spielen.
In ihrer Geschichte beendeten die Whitecaps die Regular Season der Western Women’s Hockey League zweimal als punktbestes Team und gewannen dreimal die Meisterschaft.

## Geschichte
Die Whitecaps wurden 2004 von Jack Brodt und Dwayne Schmidgall gegründet, um ihren Töchtern – Winny Brodt und Jenny Potter – eine Möglichkeit zu geben, nach dem College weiter Eishockey zu spielen. Die Minnesota Whitecaps waren damit zugleich Gründungsmitglied der Western Women’s Hockey League. Sie verfügten über keine Heimspielstätte, sondern trugen ihre Spiele in Eishallen der Metropolregion Minneapolis–Saint Paul aus, wobei sie mit den lokalen Eishockeyclubs zusammenarbeiteten und die Miete der Eishallen über Trainingsstunden für deren Nachwuchsmannschaften finanzierten.
Im Juli 2006 wurde bekannt gegeben, dass die Western Women’s Hockey League in der Saison 2006/07 der National Women’s Hockey League (NWHL) beitreten würde. Dieser Plan wurde jedoch nur zeitweilig umgesetzt, da sich die NWHL und WWHL nicht auf einen gemeinsamen Playoff-Zeitplan einigen konnten. Infolgedessen wurde die Fusion nicht vollzogen. Die Whitecaps gewannen in der Folge zweimal die reguläre Saison (2009/10 und 2010/11) sowie dreimal die WWHL-Meisterschaft (2009, 2010, 2011). Diese Erfolge basierten unter anderem auf der Tatsache, dass sich der Kader vor allem aus US-amerikanischen Nationalspielerinnen und den besten Ex-College-Spielerinnen aus der National Collegiate Athletic Association rekrutierte.
Im Rahmen des Turniers um den Clarkson Cup 2009 sorgten die Whitecaps für Aufsehen, als sie durch Siege über die Brampton Thunder und Calgary Oval X-Treme in das Finale einzogen. In diesem wurden sie von den Stars de Montréal mit 3:1 geschlagen.
Ein Jahr später, beim Clarkson-Cup-Turnier in Richmond Hill (26. bis 28. März), erreichten die die Whitecaps den größten Erfolg ihrer Vereinsgeschichte, als sie im Finale die Brampton Thunder mit 4:0 besiegten und damit den Clarkson Cup gewannen.
Im Sommer 2011 stellten zwei der vier Teams der WWHL, die Strathmore Rockies und Edmonton Chimos, den Spielbetrieb ein und bildeten anschließend als Team Alberta ein Erweiterungsfranchise der Canadian Women’s Hockey League. Auch die Whitecaps erhielten das Angebot, 2012 der CWHL beizutreten, es kam jedoch zu keiner Einigung. Der Spielbetrieb der WWHL kam in der Folge zum Erliegen.
In den folgenden Jahren waren die Whitecaps ein ligaunabhängiges, semi-professionelles Team, das hauptsächlich Freundschaftsspiele gegen Collegemannschaften durchführte. Die Whitecaps stellten aber trotzdem weiter einen Teil des US-amerikanischen Nationalkaders. Seit 2014 unterhalten die Whitecaps eine Kooperation mit dem Franchise der Minnesota Wild aus der National Hockey League. In der Premieren-Saison 2015/16 gab es Freundschaftsspiele gegen Teams aus der neu gegründeten National Women’s Hockey League. Im Januar 2018 wurde das All-Star-Game der National Women’s Hockey League in Saint Paul ausgetragen und durch die Minnesota Wild maßgeblich unterstützt. Jeweils zwei Spielerinnen (pro Team) der Whitecaps wurden eingeladen, an dem All-Star-Spiel und den zugehörigen Wettbewerben teilzunehmen.
Im Mai 2018 wurden die Whitecaps in die 2015 gegründete NWHL aufgenommen, die damit von der Ostküste der USA in den mittleren Westen expandierte. Wie bei allen anderen Franchises der Liga wurden die Whitecaps (zunächst) durch die Liga übernommen, um Gehälter und andere Kosten zu bezahlen.

## Erfolge
WWHL
- Regular season: 2010, 2011
- WWHL-Champions-Cup: 2009, 2010, 2011

Clarkson Cup2010

## Saisonstatistik
Legende zur Saisonstatistik: GP oder Sp = Spiele insgesamt; W oder S = Siege; L oder N = Niederlagen; T oder U = Unentschieden; OTS = Siege nach Verlängerung (Overtime);  OTN oder OL = Overtime-Niederlagen; SOS = Shootout-Siege; SOL oder SON = Shootout-Niederlagen; P oder Pkt = Punkte; Pct % = Siege in %; GF oder T = Tore; GA oder GT = Gegentore
| Saison  | Sp | S  | N | U | T   | GT | Pkt | Resultat           |
| ------- | -- | -- | - | - | --- | -- | --- | ------------------ |
| 2004/05 | 12 | 8  | 3 | 1 | 34  | 23 | 40  | 1. Play-off-Runde  |
| 2005/06 | 24 | 11 | 8 | 5 | 79  | 65 | 27  | Vizemeister        |
| 2006/07 | 24 | 13 | 9 | 1 | 74  | 64 | 28  | Vizemeister        |
| 2007/08 | 24 | 15 | 6 | 1 | 70  | 50 | 33  | Vizemeister        |
| 2008/09 | 22 | 18 | 3 | 1 | 181 | 44 | 38  | WWHL-Champions-Cup |
| 2009/10 | 12 | 10 | 2 | 0 | 44  | 24 | 20  | WWHL-Champions-Cup |
| 2010/11 | 18 | 17 | 1 | 0 | 120 | 43 | 35  | WWHL-Champions-Cup |

## Bekannte Spielerinnen
- Hannah Brandt
- Caitlin Cahow
- Lisa Chesson
- Julie Chu
- Kendall Coyne
- Natalie Darwitz
- Tricia Dunn-Luoma
- Tanja Eisenschmid
- Anna-Maria Reich
- Molly Engstrom
- Ija Gawrilowa
- Mira Jalosuo
- Jocelyne Lamoureux
- Monique Lamoureux
- Gigi Marvin
- Michaela Lanzl
- Caroline Ouellette
- Heidi Pelttari

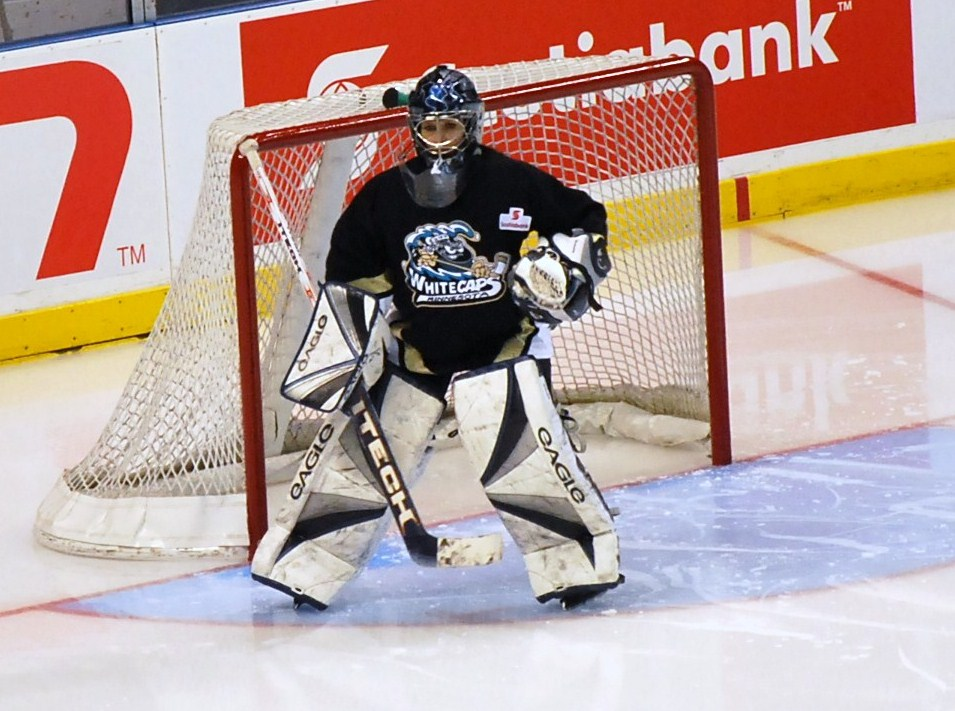
Manon Rhéaume
- Alex Rigsby
- Angela Ruggiero
- Anne Schleper
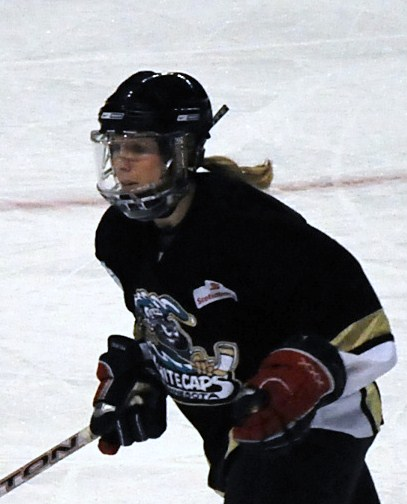
Jenny Schmidgall-Potter
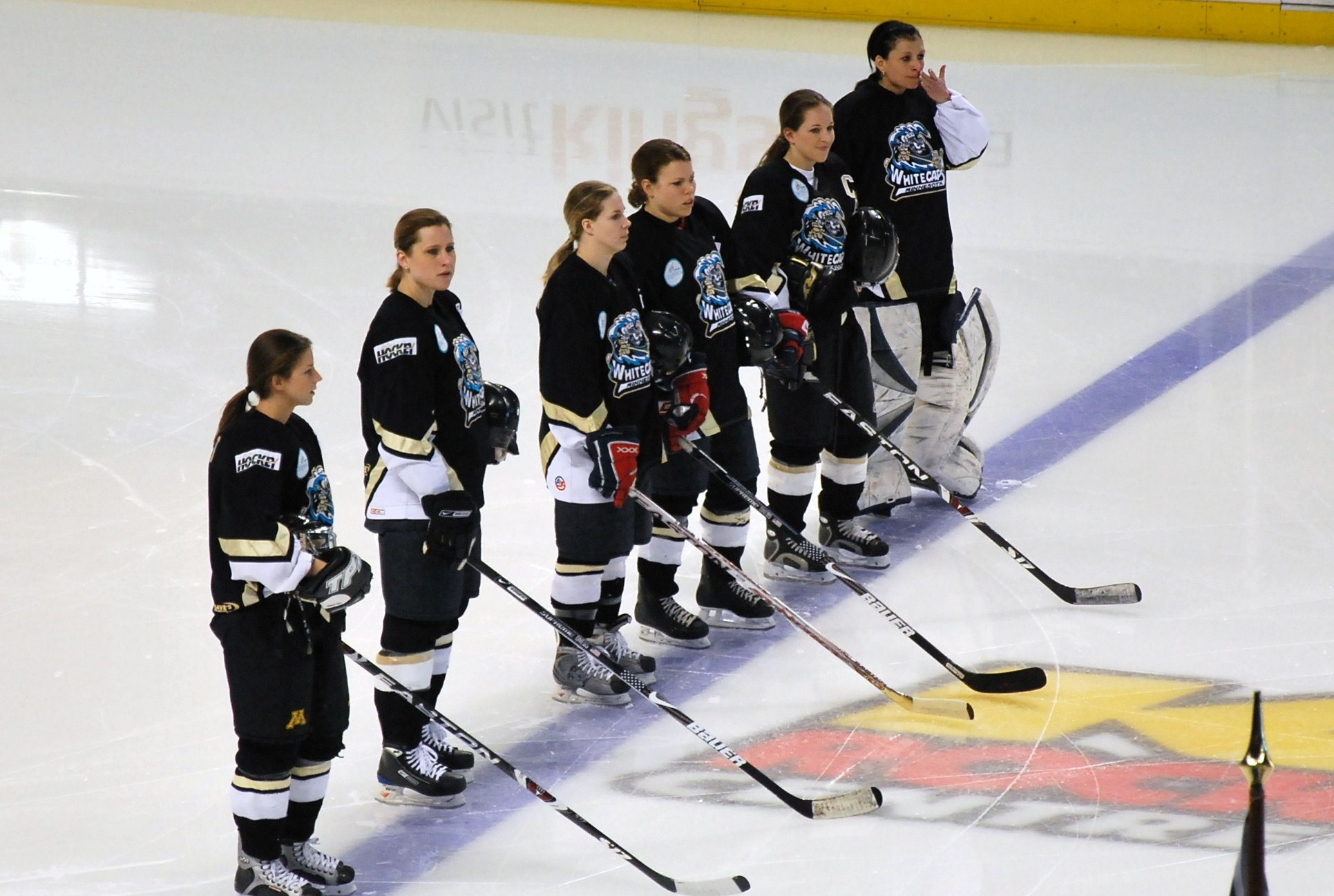
Spielerinnen (2009)
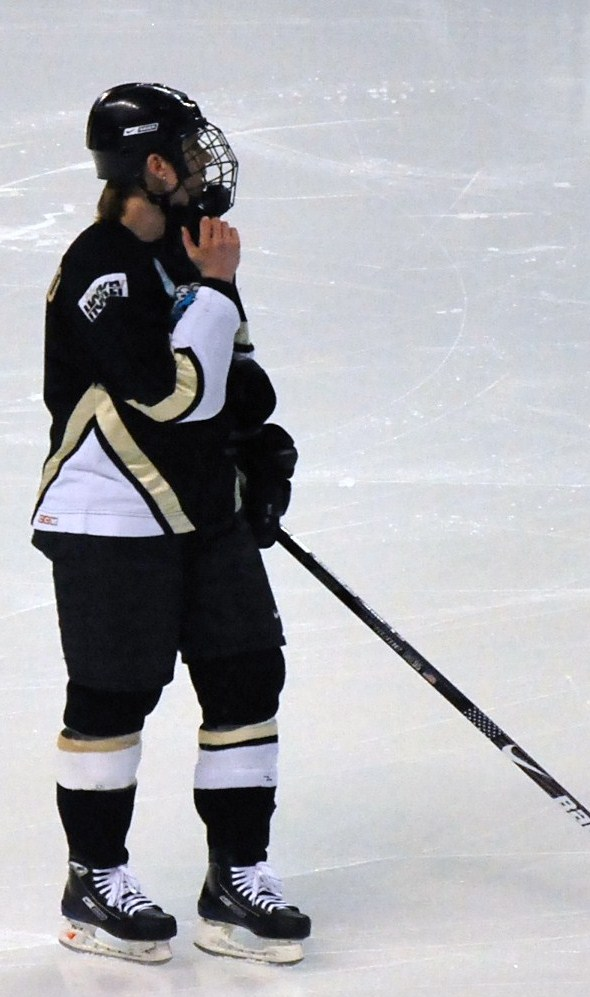
Angela Ruggiero

- Karen Thatcher
- Jessie Vetter
- Jinelle Zaugg-Siergiej

- Manon Rhéaume
- Jenny Schmidgall-Potter
- Spielerinnen (2009)
- Angela Ruggiero